# لابومیرا کارهایکووا
 لابومیرا کارهایکووا (اسلواکی: Ľubomíra Kurhajcová؛ زادهٔ ۱۱ اکتبر ۱۹۸۳) یک تنیس‌باز اهل اسلواکی است.